# Praça de Toiros de Estremoz
A Praça de Toiros de Estremoz é uma praça de toiros localizada na cidade de Estremoz, em Portugal. Foi inaugurada em 1904. Encontra-se classificada administrativamente como de 2ª Categoria.

## História
Anteriormente designada como Praça de Toiros de Santa Catarina, por se localizar cerca das Portas de Santa Catarina junto das muralhas da cidade, a Praça de Toiros de Estremoz foi inaugurada em 1904. Por ela passaram muitas figuras do toureio.
Encontrando-se em mau estado de conservação e desactivada havia vários anos, em 2011 o Centro de Bem-Estar Social de Estremoz, proprietário do edifício, cedeu gratuitamente por 25 anos a Praça de Toiros à Câmara Municipal de Extremoz para que esta promovesse obras de restauro com vista à sua reabertura. O edifício foi reconvertido e adaptado a espaço multifunções.
As obras ficaram concluídas em 2013, tendo a Praça sido reaberta ao público com uma corrida de toiros nocturna realizada em 30 de Agosto de 2013. Frente a um curro de 7 toiros da ganadaria Pinto Barreiros actuaram os cavaleiros António Ribeiro Telles, João Salgueiro, Rui Fernandes, Vítor Ribeiro, João Moura Caetano, João Ribeiro Telles Jr. e João Maria Branco, bem como os Grupos de Forcados Amadores de Montemor e Monforte.

## Descrição
De estilo clássico e com capacidade para 4.144 lugares, o edifício consta de planta circular, com bancadas e galerias em parte do topo.